# Karsten Braasch
Karsten Braasch (Marl, Alemanya Occidental, 14 de juliol de 1967) és un extennista professional alemany.
En el seu palmarès hi ha sis títols de dobles en el circuit ATP, i fou finalista en un torneig individualment. Era conegut per no tenir bons hàbits de salut ja que bevia cervesa diàriament i fins i tot fumava en els intercanvis de pista durant els partits.
Va participar en una competició de la «Batalla dels Sexes» contra les germanes Williams (Venus i Serena) coincidint amb l'Open d'Austràlia de 1998. En aquell moment, Braasch tenia 30 anys i ocupava el 203è lloc del rànquing individual mentre que les germanes Williams tenien disset i setze anys respectivament, i Braasch va superar clarament a les tennistes en dos partits disputats a un sol set (6−2 contra Venus i 6−1 contra Serena).

## Palmarès

### Individual: 1 (0−1)
| Llegenda (pre/post 2009)                                 |
| -------------------------------------------------------- |
| Grand Slams (0−0)                                        |
| Tennis Masters Cup / ATP Finals (0−0)                    |
| ATP Masters Series / ATP World Tour Masters 1000 (0−0)   |
| ATP International Series Gold / ATP World Tour 500 (0−0) |
| ATP International Series / ATP World Tour 250 (0−1)      |

| Títols per superfície |
| --------------------- |
| Dura (0−0)            |
| Gespa (0−1)           |
| Terra batuda (0−0)    |

| Resultat  | Núm. | Data              | Torneig                         | Superfície | Oponent          | Marcador |
| --------- | ---- | ----------------- | ------------------------------- | ---------- | ---------------- | -------- |
| Guanyador | 1.   | 6 de juny de 1994 | 's-Hertogenbosch, Països Baixos | Gespa      | Richard Krajicek | 3−6, 4−6 |

### Dobles: 9 (6−3)
| Llegenda (pre/post 2009)                                 |
| -------------------------------------------------------- |
| Grand Slams (0−0)                                        |
| Tennis Masters Cup / ATP Finals (0−0)                    |
| ATP Masters Series / ATP World Tour Masters 1000 (0−0)   |
| ATP International Series Gold / ATP World Tour 500 (0−0) |
| ATP International Series / ATP World Tour 250 (6−3)      |

| Títols per superfície |
| --------------------- |
| Dura (0−0)            |
| Gespa (0−0)           |
| Terra batuda (0−0)    |
| Moqueta (0−0)         |

| Resultat  | Núm. | Data                   | Torneig              | Superfície   | Parella          | Oponents                       | Marcador             |
| --------- | ---- | ---------------------- | -------------------- | ------------ | ---------------- | ------------------------------ | -------------------- |
| Finalista | 1.   | 7 d'abril de 1997      | Hong Kong, Hong Kong | Dura         | Jeff Tarango     | Martin Damm Daniel Vacek       | 3−6, 4−6             |
| Finalista | 2.   | 28 d'abril de 1997     | Múnic, Alemanya      | Terra batuda | Jens Knippschild | Pablo Albano Àlex Corretja     | 6−3, 5−7, 2−6        |
| Guanyador | 1.   | 9 de juny de 1997      | Halle, Alemanya      | Gespa        | Michael Stich    | David Adams Marius Barnard     | 7−6, 6−3             |
| Finalista | 3.   | 29 de setembre de 1997 | Basilea, Suïssa      | Moqueta (i)  | Jim Grabb        | Tim Henman Marc Rosset         | 6−7, 7−6, 6−7        |
| Guanyador | 2.   | 9 de juliol de 2001    | Båstad, Suècia       | Terra batuda | Jens Knippschild | Simon Aspelin Andrew Kratzmann | 7−6(3), 4−6, 7−6(5)  |
| Guanyador | 3.   | 24 de setembre de 2001 | Hong Kong            | Dura         | André Sá         | Petr Luxa Radek Štepánek       | 6−0, 7−5             |
| Guanyador | 4.   | 28 de gener de 2002    | Milà, Itàlia         | Moqueta      | Andrei Olhovskiy | Julien Boutter Max Mirnyi      | 3−6, 7−6(5), [12−10] |
| Guanyador | 5.   | 8 d'abril de 2002      | Estoril, Portugal    | Terra batuda | Andrei Olhovskiy | Simon Aspelin Andrew Kratzmann | 6−3, 6−3             |
| Guanyador | 6.   | 8 de setembre de 2003  | Bucarest, Romania    | Terra batuda | Sargis Sargsian  | Simon Aspelin Jeff Coetzee     | 7−6(7), 6−2          |

## Trajectòria

### Individual
| Open d'Austràlia | A   | A   | A   | 1R   | 1R    | 1R    | 1R   | A   | 3R  | 1R  | A   | A   | 0 / 6   | 2 – 6   |
| Roland Garros | A   | A   | A   | 1R   | A     | 1R    | 1R   | A   | A   | A   | A   | A   | 0 / 3   | 0 – 3   |
| Wimbledon | A   | A   | A   | 2R   | 1R    | 2R    | 1R   | A   | A   | A   | A   | A   | 0 / 4   | 2 – 4   |
| US Open | A   | A   | A   | 1R   | 3R    | 1R    | 2R   | A   | A   | 1R  | A   | A   | 0 / 5   | 3 – 5   |
| Total Victòries−Derrotes                                                                                                   | 2−3 | 0−1 | 2−3 | 7−14 | 14−16 | 26−31 | 9−17 | 0−1 | 2−3 | 3−4 | 1−2 | 2−1 | 68 – 96 | 68 – 96 |
| Rànquing a final d'any | 226 | 257 | 146 | 90   | 62    | 56    | 167  | 489 | 200 | 271 | 261 | 437 |         |         |
| Llegenda: G: Guanyador; F: Finalista; SF: Semifinalista; QF: Quarts de final; Q: Qualificació; A: Absent; RR: Round Robin; |     |     |     |      |       |       |      |     |     |     |     |     |         |         |

### Dobles masculins
| Torneig | 1989 | 1990 | 1991 | 1992 | 1993 | 1994 | 1995 | 1996 | 1997  | 1998 | 1999 | 2000 | 2001  | 2002  | 2003 | 2004  | 2005 | Títols    | V − D     |
| --- | ---- | ---- | ---- | ---- | ---- | ---- | ---- | ---- | ----- | ---- | ---- | ---- | ----- | ----- | ---- | ----- | ---- | --------- | --------- |
| Open d'Austràlia | A    | A    | A    | A    | A    | A    | A    | A    | 1R    | 1R   | A    | A    | 3R    | 1R    | 1R   | 3R    | 2R   | 0 / 7     | 5 – 7     |
| Roland Garros | A    | A    | A    | A    | A    | A    | A    | A    | QF    | 3R   | A    | A    | 2R    | 1R    | A    | QF    | 3R   | 0 / 6     | 11 – 6    |
| Wimbledon | A    | A    | A    | A    | A    | A    | A    | A    | A     | 2R   | 2R   | A    | 1R    | 2R    | A    | 1R    | A    | 0 / 5     | 3 – 5     |
| US Open | A    | A    | A    | A    | A    | A    | A    | A    | 1R    | 2R   | A    | 1R   | 1R    | 1R    | A    | 1R    | A    | 0 / 6     | 1 – 6     |
| Total Victòries−Derrotes                                                                                                   | 2−2  | 1−1  | 1−1  | 0−0  | 0−3  | 3−3  | 3−5  | 1−4  | 25−16 | 7−12 | 2−4  | 1−5  | 17−14 | 15−22 | 8−12 | 13−16 | 4−8  | 103 – 128 | 103 – 128 |
| Rànquing a final d'any | 249  | 212  | 245  | 307  | 314  | 868  | 285  | 133  | 36    | 183  | 170  | 126  | 61    | 59    | 74   | 66    | 221  |           |           |
| Llegenda: G: Guanyador; F: Finalista; SF: Semifinalista; QF: Quarts de final; Q: Qualificació; A: Absent; RR: Round Robin; |      |      |      |      |      |      |      |      |       |      |      |      |       |       |      |       |      |           |           |